# Zocca
Zocca – miejscowość i gmina we Włoszech, w regionie Emilia-Romania, w prowincji Modena.
Według danych na rok 2004 gminę zamieszkuje 4521 osób, 65,5 os./km².
Miejsce urodzenia jednego z najbardziej znanych włoskich piosenkarzy, Vasco Rossi´ego.